# تانر هاوس
تانر هاوس هو لاعب هوكي الجليد كندي، ولد في 27 أبريل 1986 في Cochrane, Alberta ‏ في كندا.

## وصلات خارجية
- تانر هاوس على موقع دوري الهوكي الوطني (الإنجليزية)
- تانر هاوس على موقع EliteProspects.com (الإنجليزية)
- تانر هاوس على موقع HockeyDB.com (الإنجليزية)